# Couldn't Be Hotter
Couldn't Be Hotter è un album live del gruppo vocale statunitense The Manhattan Transfer, pubblicato nel 2003 dalla Telarc.

## Il disco
Registrato dal vivo in Giappone alla fine del 2000, l'album contiene in gran parte brani tratti dall'ultimo album in studio dei Manhattan Transfer, The Spirit of St. Louis dedicato a Louis Armstrong, e dal precedente Swing, oltre ad alcune canzoni del repertorio storico del gruppo.

## Tracce
1. Old Man Mose - (Louis Armstrong, Zilner Randolph) - 2:46
2. Sing Moten's Swing - (Jon Hendricks, Bennie Moten, Ira Moten) - 3:42
3. A-Tisket, A-Tasket - (Van Alexander, Ella Fitzgerald) - 3:06
4. Sugar - (Sidney D. Mitchell, Edna Pinkard, Maceo Pinkard) - 3:41
5. (Up A) Lazy River - (Sidney Arodin, Hoagy Carmichael) - 5:38
6. Do You Know What It Means to Miss New Orleans? - (Louis Alter, Eddie DeLange) - 5:32
7. Stars Fell on Alabama - (Mitchell Parish, Frank Perkins) - 4:32
8. Gone Fishin' - (Nick Kenny, Charles Kenny) - 5:03
9. Blue Again - (Dorothy Fields, Jimmy McHugh) - 5:29
10. Clouds - (Jon Hendricks, Django Reinhardt) - 7:51
11. Stompin' at Mahogany Hall - (Alan Paul, Spencer Williams) - 3:08
12. Nothing Could Be Hotter Than That - (Lilian Armstrong) - 6:43
13. It's Good Enough to Keep (Air Mail Special) - (Charlie Christian, Benny Goodman, Jimmy Mundy, Alan Paul) - 3:14
14. Don't Let Go - (Jesse Stone) - 4:18
15. Twilight Zone/Twilight Tone - (Jay Graydon, Bernard Herrmann, Alan Paul) - 4:15
16. My Foolish Heart - (Ned Washington, Victor Young) - 8:25

## Formazione
- The Manhattan Transfer - voce
  - Cheryl Bentyne
  - Tim Hauser
  - Alan Paul
  - Janis Siegel
- Wayne Johnson - chitarra
- Lew Soloff - tromba

## Edizioni
- 2004 – CD, Telarc 83586